# Hanna Huskova
Hanna Andreyeuna Huskova –en bielorruso, Ганна Андрэеўна Гуськова– (Minsk, 28 de agosto de 1992) es una deportista bielorrusa que compite en esquí acrobático, especialista en la prueba de salto aéreo.
Participó en tres Juegos Olímpicos de Invierno, entre los años 2014 y 2022, obteniendo dos medallas, oro en Pyeongchang 2018 y plata en Pekín 2022, en la prueba de salto aéreo.

## Medallero internacional
| Juegos Olímpicos | Juegos Olímpicos            | Juegos Olímpicos | Juegos Olímpicos |
| Año              | Lugar                       | Medalla          | Prueba           |
| ---------------- | --------------------------- | ---------------- | ---------------- |
| 2018             | Pyeongchang (Corea del Sur) | Medalla de oro   | Salto aéreo      |
| 2022             | Pekín (China)               | Medalla de plata | Salto aéreo      |